# 彼得羅韋茨市鎮

所在位置

彼得羅韦茨市鎮是北馬其頓的一個市镇，總面積201.93平方公里，2020年人口8,725人。
該市鎮西接斯图代尼查尼市镇和泽莱尼科沃市镇，北鄰伊林登市鎮和库马诺沃市镇，東臨聖尼古萊市鎮，南毗韋萊斯市鎮。